# Nagrada Malačke – Sv. Dujam
Nagrada Malačke – Sv. Dujam (Nagrada Radošić-Malačka–Sv.Dujam, Nagrada Malačke), hrvatsko automobilističko natjecanje. Održava se od 1998. godine na stazi kod prijevoja Malačke.
Utrka je brdska i međunarodnog karaktera. Organizira ju Splitski auto klub i boduje se za nekoliko nacionalnih prvenstava, kao što su FIA CEZ Prvenstvo povijesnih vozila, Prvenstvo Republike Hrvatske, Brdsko prvenstvo Hrvatske povijesnih automobila i Prvenstvo Regije Jug HAKS-a (Dalmacija) - II kategorije.